# Tomas Misser
Tomas Misser (ur. 30 września 1974) – hiszpański kolarz górski, złoty medalista mistrzostw Europy.

## Kariera
Pierwszy sukces w karierze Tomas Misser osiągnął w 1996 roku, kiedy zajął trzecie miejsce w klasyfikacji generalnej downhillu Pucharu Świata w kolarstwie górskim. W klasyfikacji tej wyprzedzili go jedynie Francuz Nicolas Vouilloz oraz Niemiec Marcus Klausmann. Wynik ten powtórzył rok później, ulegając tylko Włoch Corrado Hérinowi i Jürgenowi Beneke z Niemiec. Nigdy nie zdobył medalu na mistrzostwach świata, zwyciężył za to na mistrzostwach Europy w Bassano del Grappa w 1996 roku. Nigdy też nie wystąpił na igrzyskach olimpijskich. 
Jego brat Pau również był kolarzem.